# Torony (Kolozsvár)
A Torony a kolozsvári Fő tér (25. szám) északi oldalának egyik műemlék épülete, a város egykori tömlöce. A romániai műemlékek  jegyzékében a CJ-II-m-A-07241.01 sorszámon szerepel.

## Története
Az épület hátsó udvarán található a város egyik legrégebbi épületmaradványa, az Óvár 13. századi erődítésrendszerének délkeleti saroktornya, amit a városlakók egyszerűen csak Toronyként emlegettek. Ez volt a város egykori börtöne, erre utal a Kassai Mihály börtöntartó 1821-ből származó emléktáblája a bejárat fölött: Én Kassai Mihály 1820ba tömlötz tartó lettem ebben a fogházba: Ti! Szerencsétlenek, kik itten szenvedtek a bal szerentsének példái lettetek; ha sorsotok fordult ollykor bu bánatra voltam néktek még is vigasztalástokra midőn 1821be írtak, e tömlötz s kőfalaka akkor meg újultak
A Torony belsejét Alföldi Antal építőmester a következőképpen írta le: Az uccára záros ajtóval van ellátva, melyen belül 3 hajdú szobája áll. A telek másik szegletében, a földszinten balra egy szoba tisztesebb nőfoglyoknak, ágyakkal elkülönítve. Közbül pitvar s újra egy szoba súlyosabb női bűnösök számárapritssel. Ezt követi egy nagyobb terem s azon belül a sötét szoba, hova az elégedetleneket zárták 24-48 órára. Van ezenkívül egy pincealakú rész, amit régente a súlyos bűnözők tömlöcéül használtak. Ez 1822-ben fáskamra volt. A bástya felső részében deszkalépcső feljárás a porkoláb szobájába, a börtön tágas udvarára nyíló két világos ablakkal. Mellette csinos szoba az előkelő bűnösök számára. Ezentúl a közönséges rabok szobája magas pritssel, felfelé magasra csinált erős vasrácsos ablakaival. Innen nyílik egy ajtó a fáskamra feletti szobából udvarra néző ablakaival, alacsony pritsen a halálra ítéltek, itélendők feküdtek leláncolva.
Az alagsorban, az egykori cellák helyén egy kőtábla emlékezik meg Bányai Sámuel nyolc hónapos fogságáról 1717-ben. A szegény „kolozsvári cívis és szőcs-mesterember” a kincstári bürokrácia áldozata lett. Két kincstári „maglovat” kapott azzal a feltétellel, hogy két év múlva ellentételezésül két „remonda” csikót tartozik átadni. A kancák időnap előtt elpusztultak, de a kehességük miatti elhullásuk sem tántorította el a kincstárat attól, hogy követelje szaporodásuk eredményét, a két csikót. Miután Bányai Sámuel sem lóval, sem pénzzel nem tudott szolgálni, a Toronyba került.
A korszak „köztörvényesei” főképpen részegségért, káromkodásért, paráznaságért, verekedésért, lopásért kerültek elzárásra, de vittek be még „erszénymetélőt”, tiltott helyen való pipázót, bigámistát, hamispénz-csinálót, rágalmazó „szóhintőt”, s nem egyet zártak el latorságért, „valóságos kurvaságért” is. Az elítélteket innen vitték a Fő téren felállított bitófához.
A 19. század elején állaga jelentősen leromlott. A megrozzant falak miatt egyre gyakoribbakká váltak a szökések. 1820. október 13-án az épület részlegesen leégett, de a következő év őszére Alföldi Antal vezetésével újjáépítették. Az embertelen viszonyokat tükröző, középkori hangulatú tömlöc a 19. század közepéig üzemelt. Az 1900-as években a ház udvarán nyitotta meg Steinfeld Ernő vendéglős a Gambrinus étterem és sörcsarnokot. A 20. század második felében is hasonnevű étterem helyszíne lett. A kétszintes épületet az elmúlt évtizedek során teljesen átalakították és az emelet ablakkeretének könyöklőiig magasított modernkedő burkolattal látták el. A középen tört vonalú szemöldökpárkányok az ablakkeretek egyszerűsége alapján kora klasszicista stílusra utalnak.